# Teresa Hurtado de Ory
Teresa Hurtado de Ory (Sevilla, Andalusia, Espanya, 6 de maig de 1983) és una actriu espanyola.

## Biografia
Va estudiar el Batxillerat artístic. En 2003 va començar els seus estudis a l'Escola Superior d'Art Dramàtic de Sevilla. En finalitzar el curs va ser seleccionada en un càsting per protagonitzar Astronautas, de Santiago Amodeo, per la qual va ser nominada com a Millor actriu revelació en els premis Goya 2004, la qual cosa la va donar a conèixer i va impulsar la seva carrera en cinema i televisió.
Posteriorment es trasllada a Madrid per continuar els seus estudis d'interpretació a l'escola de Juan Carlos Corazza (2003-2007).

## Filmografia

### Cinema
- Marisol, la película (2009) - com Marisol (etapa adulta) - (Telefilme)
- Pagafantas (2008) - com a intent per lligar
- No em demanis que et faci un petó perquè te'l faré (2008) - com Helena
- Las 13 rosas (2007) - com Victoria
- Deu ser que ningú és perfecte (2006) - com Patricia
- Calles de fego (2006) - (Telefilm)
- Astronautas (2003) - com Laura

### Curtmetratges
- En la propera parada (2011), de Luis Francisco Pérez
- Meine Liebe (2011), de Ricardo Steimberg i Laura Pousa
- Horòscop (2008), de Miguel A. Carmona
- Identitat (2007), de César Vallejo i José Fernández
- Coolness (2004), de Daniel Rebner

### Sèries de televisió
- Hospital Valle Norte (2019) - Marta
- El Caso: Crónica de sucesos (2016) - com Paloma García
- La dama vetllada (2015) - com Carlota
- Cega a cites (2014) - com Lucía González.
- Bandolera (2012) - com Clara Campos.
- La Señora (2010) - com Visitación (germana d'Encarna).
- Cuenta atrás (2007-08) - com Rocío.

### Teatre
- La función por hacer (2010) de Miguel del Arco i Aitor Tejada. Gira nacional.
- Las cuñadas (2008) de Michael Trembley, dirigida per Natalia Menéndez. Teatre Español de Madrid.

## Premis i nominacions
| Any  | Certamen                                         | Categoria                               | Sèrie-Pel·lícula-Obra | Resultat   |
| ---- | ------------------------------------------------ | --------------------------------------- | --------------------- | ---------- |
| 2005 | Premis Goya                                      | Millor actriu revelació                 | Astronautas           | Nominada   |
| 2004 | Medalles del Cercle d'Escriptors Cinematogràfics | Premio Revelació                        | Astronautas           | Nominada   |
| 2004 | Festival de Primavera de Lorca                   | Premi Paco Rabal a la Millor actriu     | Astronautas           | Guanyadora |
| 2014 | Premis de la Unión de Actores                    | Millor actriu protagonista de televisió | Ciega a citas         | Nominada   |